# 무기EL
무기EL(Inorganic Electro-Luminescence, 무기전계발광, IEL)은 무기화합물의 형광체에 전압을 인가할 때 생기는 진성 전계 발광이다.

## 개요
일반적으로 황화 아연 등을 기질로 사용하고 거기에 구리 등의 단색 발광하는 물질을 첨가하여 만들 수 있다.
무기EL은 발광층의 형성 방식에 따라 분산형과 박막형으로 구분할 수 있다. 분산은 발광 물질을 매체에 균일 분산시킨 층을 형성하는 반면 박막형은 스퍼터링, 증착 등으로 층을 형성한다. 또, 구동 방법에 따라 각각 직류 구동, 교류 구동으로 분류할 수 있다. 그러나 직류 동작 형은 안정된 장시간 작동이 검증되지 않았으며, 현재 상용화된 것은 교류 구동형 뿐이다.
구동 전압은 황화 아연을 사용하는 경우 교류 전압 100V으로 전압이 높기 때문에 직류 저전압으로 구동시킬 수 있는 유기 EL 보다 개발이 늦어지고 있다.
휴대 전화의 백라이트 등 삼원색을 사용하여 발광시키는 사례는 거의 등장하지 않았다. 그 이유는 원색에 대해 각 색의 재현성이 매우 낮기 때문이다. 그러나 무기 재료를 이용해서 수명이 긴 점 등의 장점이 있어 유기EL과 마찬가지로 개발이 진행되면 디스플레이나 텔레비전, 조명 등에 응용할 수 있다.